# Розлом Червоної річки

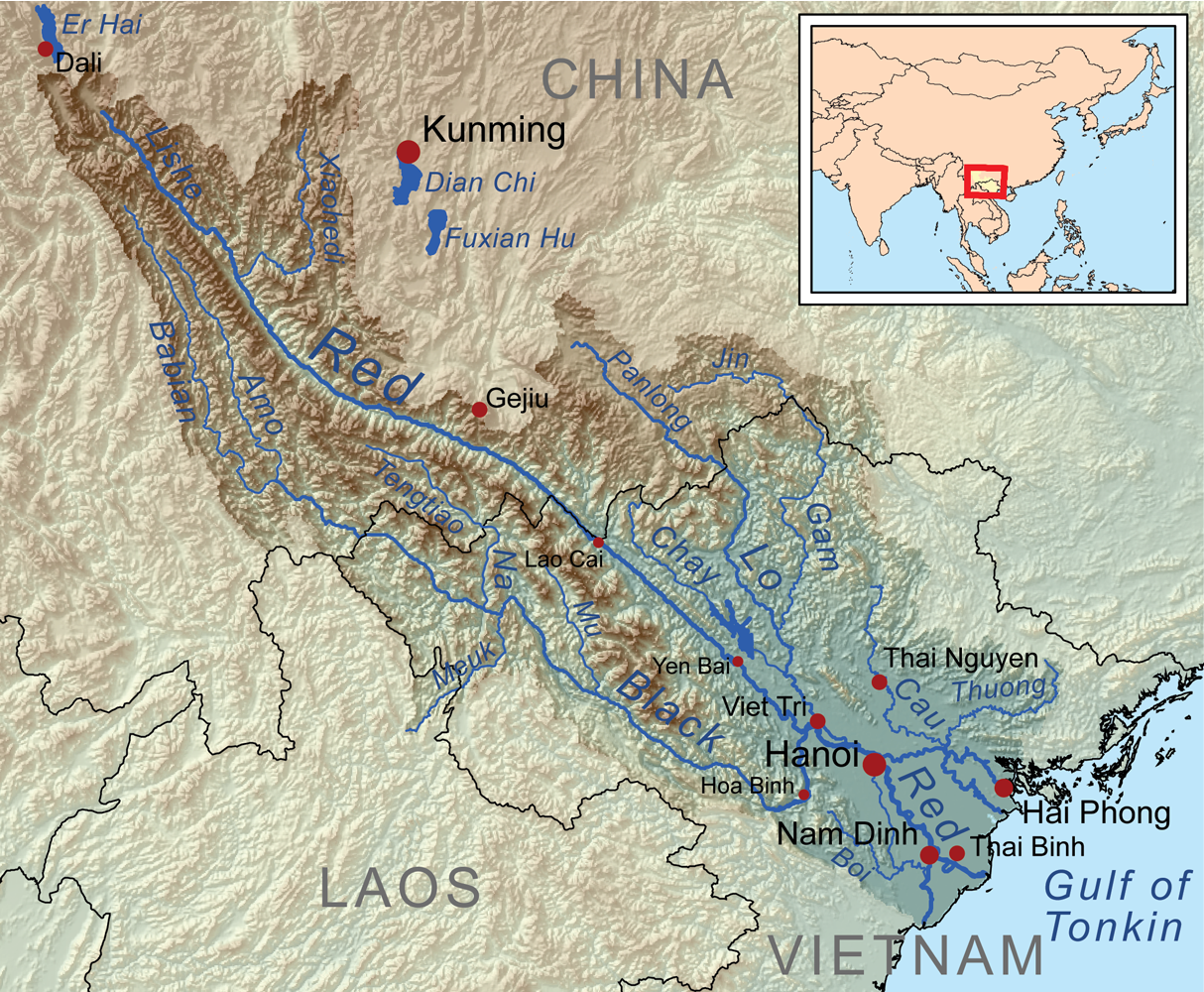
Топографічна карта із зображенням Червоної річки та розлому

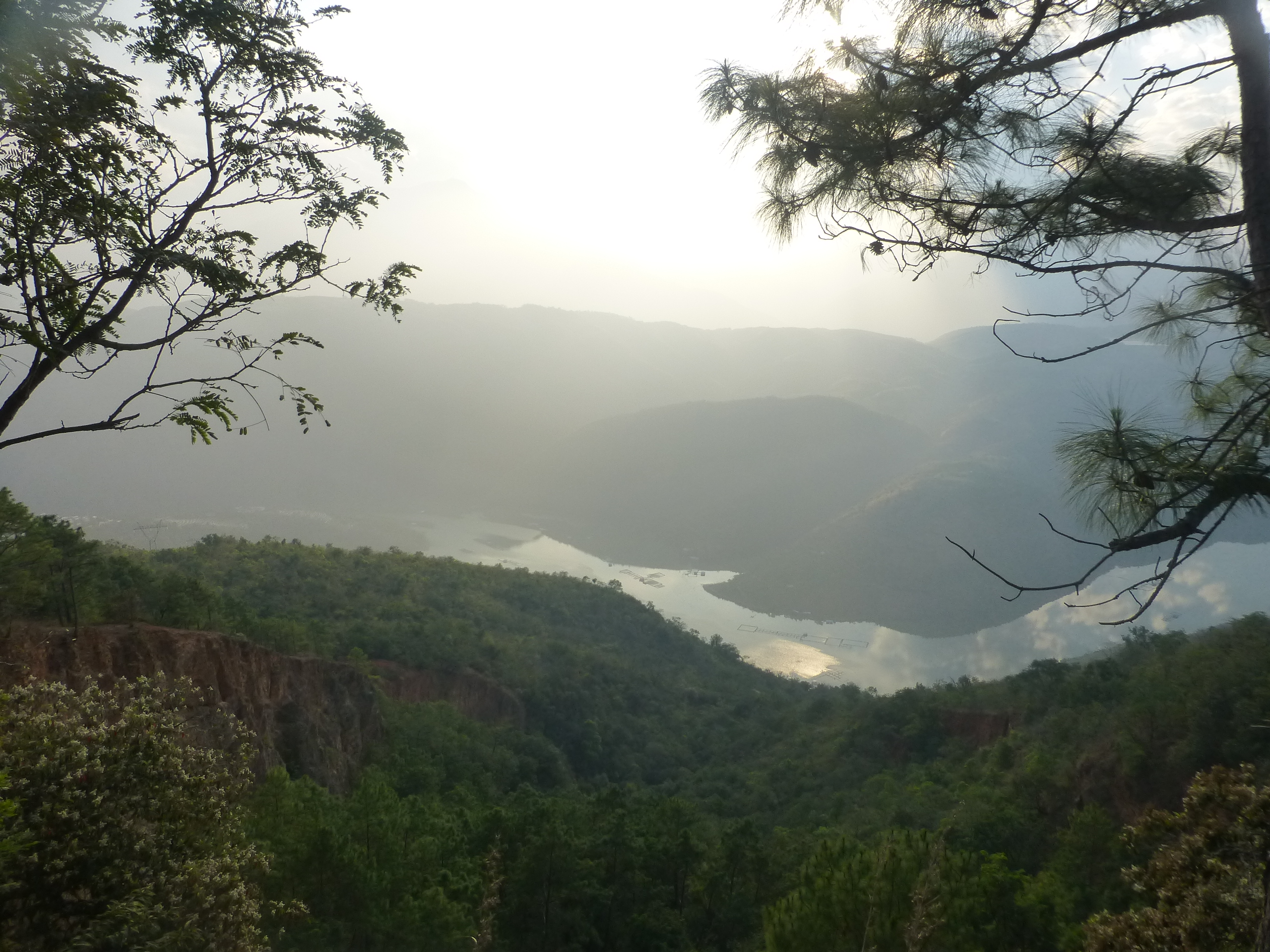
Водосховище Нанша на Червоній річці, вид зі схилу її глибокої долини, південніше містечка Потоу, округ Цзяньшуй

Розлом Червоної річки або Розлом Сонгхонг (в'єт. Đới Đứt Gãy Sông Hồng) є основним розломом в Юньнані (Китай) та північному В’єтнамі, який акомодує (накоплює осадові породи, що утворюються у результаті) рух континентальної плити Китаю (Плита Янцзи) на південь. 
Він поєднується з рухом розлому Сагайн в М'янмі, який акомодує рух Індостанської плити на північ, що спричиняє розлом Індокитаю та його проворот за годинниковою стрілкою. Саме він спричинив землетрус у Тунхаї 1970 року.
Розлом Червоної річки названий так через Червону річку, яка протікає у його долині.
Розлом був лівостороннім зсувом до часів міоцену, від тих пір відновившись як крихкий правосторонній зсув.